# Ruth Rendell
Pour les articles homonymes, voir Rendell.
Ruth Rendell, baronne Rendell of Babergh, née le 17 février 1930 dans le quartier de Redbridge, à Londres, et morte le 2 mai 2015 dans la même ville, est une autrice britannique de romans policiers et psychologiques. Elle a également publié sous le pseudonyme de Barbara Vine.

## Biographie
Née à South Woodford, au Nord-Est de Londres, en 1930 de parents enseignants, Ruth Rendell grandit et fait ses études à Loughton dans le comté d'Essex puis travaille comme reporter dans des journaux locaux. Elle écrit deux romans non publiés avant From Doon With Death (Un amour importun), un premier roman, paru en 1964, où apparaît son héros récurrent, le commissaire de police Reginald Wexford.
Parallèlement à la série des Wexford, Rendell écrit de nombreux romans psychologiques criminels dans lesquels elle explore des sujets tels que les obsessions sexuelles, les effets des malentendus, le hasard et l’humanité des criminels, parmi lesquels Judgment in Stone (L'Analphabète), Live Flesh (L'Homme à la tortue), Talking to Strange Men (La Gueule du loup), The Killing Doll (Son âme au diable), Going Wrong (Fausse Route).
Elle crée une troisième branche à son œuvre en publiant, en 1986, A Dark Adapted Eye (Véra va mourir) sous le pseudonyme de Barbara Vine. Les titres produits sous cette signature, comme King Solomon's Carpet (Le Tapis du roi Salomon), A Fatal Inversion (L’Été de Trapellune) et Asta's Book (Le Journal d’Asta), appartiennent au même territoire que ses romans psychologiques, tout en approfondissant des thèmes comme les malentendus familiaux et les effets secondaires des secrets et des crimes.
Elle a reçu de nombreux prix, dont les Silver, Gold et Diamond Cartier Daggers de la Crime Writers' Association et trois fois l’Edgar des Mystery Writers of America. Faite commandeur de l'ordre de l'Empire britannique en 1996 et  baronne de Babergh, elle siège à ce titre à la Chambre des lords comme députée du parti travailliste.

## Style et thèmes
Ruth Rendell, renommée pour sa vision acérée de la psychologie humaine et sa capacité à créer des intrigues et des personnages solides, développe également dans ses récits les effets des changements sociaux intervenus depuis une quarantaine d’années, mettant l’accent, par exemple, sur les violences familiales ou l’évolution du statut des femmes.
Pour beaucoup de critiques, Rendell – tout comme P. D. James – a renouvelé le genre policier appelé « whodunit » (« qui l’a fait ? »)  en en faisant plutôt un « whydunnit »  (« pourquoi l’a-t-on fait ? »)  . Plusieurs de ses livres ont été adaptés à la télévision et au cinéma, notamment L’Homme à la tortue par Pedro Almodóvar (En chair et en os), L'Analphabète (La Cérémonie) et La Demoiselle d'honneur par Claude Chabrol, Betty Fisher et autres histoires (Un enfant pour un autre) par Claude Miller, Valentin Valentin (La Maison du lys tigré) par Pascal Thomas ainsi que Une nouvelle amie (The New Girlfriend) par François Ozon.

## Œuvre

### Romans

#### SérieInspecteur Wexford
- From Doon with Death (Londres, John Long, 1964) Publié en français sous le titre Un amour importun, Paris, Librairie des Champs-Élysées, coll. « Le Masque » no 1640, 1981
- A New Lease of Death[3] (Londres, John Long, 1967) Publié en français sous le titre Le Pasteur détective, Paris, Librairie des Champs-Élysées, coll. « Le Masque » no 1521, 1978
- Wolf to the Slaughter (Londres, John Long, 1967)  Publié en français sous le titre La police conduit le deuil, Paris, Denoël, 1972 ; rééd. Paris, Librairie des Champs-Élysées, coll. « Le Masque » no 1978, 1989
- The Best Man to Die (Londres, John Long, 1969) Publié en français sous le titre Qui a tué Charlie Hatton ?, Paris, Librairie des Champs-Élysées, coll. « Le Masque » no 1451, 1976 ; nouvelle traduction sous le titre Le Meilleur des témoins, id., 1995
- A Guilty Thing Surprised (Londres, Hutchinson, 1970) Publié en français sous le titre Et tout ça en famille, Paris, Librairie des Champs-Élysées, coll. « Le Masque » no 1851, 1986
- No More Dying Then (Londres, Hutchinson, 1971) Publié en français sous le titre Le Petit Été de la saint-Luc, Paris, Librairie des Champs-Élysées, coll. « Le Masque » no 1601, 1980
- Murder Being Once Done[4] (Londres, Hutchinson, 1972) Publié en français sous le titre Une fille dans un caveau, Paris, Denoël, 1974 ; réédition, Paris, Librairie des Champs-Élysées, coll. « Le Masque » no 1834, 1986
- Some Lie and Some Die (Londres, Hutchinson, 1973) Publié en français sous le titre Reviens-moi, Paris, Librairie des Champs-Élysées, coll. « Le Masque » no 1616, 1980
- Shake Hands Forever (Londres, Hutchinson, 1975) Publié en français sous le titre Meurtre indexé, Paris, coll. « Littérature policière », Opta, 1977 ; rééd. Paris, Librairie des Champs-Élysées, coll. « Le Masque » no 2015, 1990
- A Sleeping Life (Londres, Hutchinson, 1979) Publié en français sous le titre Étrange Créature, Paris, Librairie des Champs-Élysées, coll. « Le Masque » no 1589, 1980 ; traduction nouvelle, id., no 2535, 2012
- Put on by Cunning[5] (Londres, Hutchinson, 1981)  Publié en français sous le titre La Fille qui venait de loin, Paris, Librairie des Champs-Élysées, coll. « Le Masque » no 1718, 1983
- The Speaker of Mandarin (Londres, Hutchinson, 1983) Publié en français sous le titre Qui ne tuerait le mandarin ?, Paris, Librairie des Champs-Élysées, coll. « Le Masque » no 1773, 1985
- An Unkindness of Ravens (Londres, Hutchinson, 1985) Publié en français sous le titre Les Corbeaux entre eux, Paris, Librairie des Champs-Élysées, coll. « Le Masque » no 1866, 1986
- The Veiled One (Londres, Hutchinson, 1988) Publié en français sous le titre Les Désarrois du professeur Sanders, Paris, Librairie des Champs-Élysées, coll. « Le Masque » no 2036, 1991
- Kissing the Gunner's Daughter (Londres, Hutchinson, 1991) Publié en français sous le titre Le Goût du risque, Paris, Calmann-Lévy, 1993
- Simisola (Londres, Hutchinson, 1994) Publié en français sous le même titre, Paris, Calmann-Lévy, 1995
- Road Rage (Londres, Hutchinson, 1997) Publié en français sous le titre Espèces protégées, Paris, Calmann-Lévy, 1999
- Harm Done (Londres, Hutchinson, 1999) Publié en français sous le titre Sans dommage apparent, Paris, Calmann-Lévy, 2001
- The Babes in the Wood (Londres, Hutchinson, 2002) Publié en français sous le titre Promenons-nous dans les bois, Paris, Calmann-Lévy, 2005
- End in Tears (Londres, Hutchinson, 2005) Publié en français sous le titre Tu accoucheras dans la douleur, Paris, éditions des Deux Terres, 2009
- Not in the Flesh (Londres, Hutchinson, 2007) Publié en français sous le titre Ni chair ni sang, Paris, éditions des Deux Terres, 2010
- The Monster in the Box (Londres, Hutchinson, 2009) Publié en français sous le titre Mon plus vieil ennemi, Paris, éditions des Deux Terres, 2012
- The Vault (Londres, Hutchinson, 2011) Publié en français sous le titre La Cave à charbon, Paris, éditions des Deux Terres, 2013
- No Man's Nightingale (Londres, Hutchinson, 2013)  Publié en français sous le titre Un rossignol sans jardin, Paris, éditions des Deux Terres, 2013

Note : Deux nouvelles mettant en scène l'inspecteur Wexford ont été publiées dans les recueils The Copper Peacock and Other Stories  (1991) et Blood Lines (1995).

#### Autres romans
- To Fear a Painted Devil (Londres, John Long, 1965) Publié en français sous le titre La Danse de Salomé, Paris, Julliard, 1970 ; rééd. Paris, Librairie des Champs-Élysées, coll. « Le Masque » no 1965, 1989
- Vanity Dies Hard (Londres, John Long, 1965) Publié en français sous le titre Fantasmes, Paris, Librairie des Champs-Élysées, coll. « Le Masque » no 1501, 1977
- The Secret House of Death (Londres, John Long, 1968) Publié en français sous le titre La Maison de la mort, Paris, Denoël, 1973 ; rééd. Paris, Librairie des Champs-Élysées, coll. « Le Masque » no 1989, 1990
- One Across, Two Down (Londres, Hutchinson, 1971) Publié en français sous le titre Morts croisées, Paris, Denoël, 1971 ; rééd. Paris, Librairie des Champs-Élysées, coll. « Le Masque » no 1815, 1986
- The Face of Trespass (Londres, Hutchinson, 1974) Publié en français sous le titre Le Jeune Homme et la Mort, Paris, Librairie des Champs-Élysées, coll. « Le Masque » no 2000, 1990
- A Demon in My View (Londres, Hutchinson, 1976) Publié en français sous le titre L'Enveloppe mauve, trad. de Marie-Louise Navarro, Paris, Librairie des Champs-Élysées, coll. « Le Masque » no 1563, 1979, puis rééd. sous le titre Un démon sous mes yeux, nouvelle traduction intégrale par Bérénice Vivien, Éditions du Masque, coll. « Masque poche » no 8, 2013
- A Judgement in Stone (Londres, Hutchinson, 1977) Publié en français sous le titre L'Analphabète, Paris, Librairie des Champs-Élysées, coll. « Le Masque » no 1532, 1978 ; rééd. dans une nouvelle traduction intégrale de Jean-Michel Alamagny, Librairie des Champs-Élysées, 1995 ; rééd., LGF, coll. « Le Livre de poche » no 6128, 1996 ; rééd., Éditions Cercle polar, coll. « Suspense », 2003
- Make Death Love Me (Londres, Hutchinson, 1979) Publié en français sous le titre La banque ferme à midi, Paris, Librairie des Champs-Élysées, coll. « Le Masque » no 1629, 1981
- The Lake of Darkness (Londres, Hutchinson, 1980) Publié en français sous le titre Le Lac des ténèbres, Paris, Librairie des Champs-Élysées, coll. « Le Masque » no 1649, 1981 ; rééd. dans une nouvelle traduction intégrale, Librairie des Champs-Élysées, 1997
- Master of the Moor (Londres, Hutchinson, 1982) Publié en français sous le titre Le Maître de la lande, Paris, Librairie des Champs-Élysées, coll. « Le Masque » no 1688, 1982 ; rééd. dans une nouvelle traduction intégrale, Librairie des Champs-Élysées, 1997
- The Killing Doll (Londres, Hutchinson, 1984) Publié en français sous le titre Son âme au diable, Paris, Librairie des Champs-Élysées, coll. « Le Masque » no 1806, 1985
- The Tree of Hands (Londres, Hutchinson, 1984) Publié en français sous le titre Un enfant pour un autre, Paris, Calmann-Lévy, 1986 ; rééd., LGF, coll. « Le Livre de poche » no 7347, 1991 ; rééd. sous le titre Betty Fisher et autres histoires après la sortie du film-éponyme de Claude Miller, Paris, Calmann-Lévy, 2001
- Live Flesh (Londres, Hutchinson, 1986) Publié en français sous le titre L'Homme à la tortue, Paris, Calmann-Lévy, 1987 ; rééd., Presses-Pocket no 2875, 1988
- Talking to Strange Men (Londres, Hutchinson, 1987) Publié en français sous le titre La Gueule du loup, Paris, Calmann-Lévy, 1989 ; rééd., UGE, coll. « 10/18. Grands détectives » no 2382, 1993
- Heartstones (Londres, Hutchinson, 1987)  Publié en français sous le titre Douces Morts violentes, Paris, Belfond, 1988 ; rééd., LGF, coll. « Le Livre de poche » no 6645, 1989
- The Bridesmaid (Londres, Hutchinson, 1989) Publié en français sous le titre La Demoiselle d'honneur, Paris, Calmann-Lévy, 1991 ; rééd., LGF, coll. « Le Livre de poche » no 4315, 1992
- Going Wrong (Londres, Hutchinson, 1990) Publié en français sous le titre Fausse Route, Paris, Calmann-Lévy, 1992 ; rééd., LGF, coll. « Le Livre de poche » no 13744, 1995
- The Crocodile Bird (Londres, Hutchinson, 1993) Publié en français sous le titre L'Oiseau crocodile, Paris, Calmann-Lévy, 1995 ; rééd., LGF, coll. « Le Livre de poche » no 14099, 1997
- The Keys to the Street (Londres, Hutchinson, 1996) Publié en français sous le titre Regent's Park, Paris, Calmann-Lévy, 1998 ; rééd., LGF, coll. « Le Livre de poche » no 14826, 2000 ; rééd., Éditions Le Masque, coll. « Tour du monde en polars », 2024  (ISBN 9-78-2702-45177-9)
- A Sight for Sore Eyes (Londres, Hutchinson, 1998) Publié en français sous le titre Sage comme une image, Paris, Calmann-Lévy, 1999 ; rééd., LGF, coll. « Le Livre de poche » no 18224, 2002
- Adam and Eve and Pinch Me (Londres, Hutchinson, 2001) Publié en français sous le titre Pince-mi et Pince-moi, Paris, Calmann-Lévy, 2003 ; rééd., LGF, coll. « Le Livre de poche » no 35007, 2004
- The Rottweiler (Londres, Hutchinson, 2003) Publié en français sous le titre Rottweiler, Paris, éditions des Deux Terres, 2006 ; rééd., LGF, coll. « Le Livre de poche » no 35033, 2007
- Thirteen Steps Down (Londres, Hutchinson, 2004) Publié en français sous le titre La Treizième Marche, Paris, éditions des Deux Terres, 2007 ; rééd., LGF, coll. « Le Livre de poche » no 35048, 2008
- The Water's Lovely (Londres, Hutchinson, 2006) Publié en français sous le titre Et l'eau devint sang, Paris, éditions des Deux Terres, 2009 ; rééd., LGF, coll. « Le Livre de poche » no 31677, 2010
- The Thief (Londres, Arrow Books, 2006), court roman  Publié en français sous le titre Voleurs, Paris, éditions des Deux Terres, 2006
- Portobello (Londres, Hutchinson, 2008) Publié en français sous le même titre, Paris, éditions des Deux Terres, 2011 ; rééd., LGF, coll. « Le Livre de poche » no 32467, 2012
- Tigerlily's Orchids (Londres, Hutchinson, 2010) Publié en français sous le titre La Maison du lys tigré, Paris, éditions des Deux Terres, 2012 ; rééd., LGF, coll. « Le Livre de poche » no 32856, 2013
- The St Zita Society (Londres, Hutchinson, 2012)  Publié en français sous le titre Bon Voisinage, Paris, éditions des Deux Terres, 2014 ; rééd., LGF, coll. « Le Livre de poche » no 33825, 2015
- The Girl Next Door (Londres, Hutchinson, 2014) Publié en français sous le titre Celle qui savait tout, Paris, éditions des Deux Terres, 2016 ; rééd., LGF, coll. « Le Livre de poche » no 34421, 2017
- Dark Corners (Londres, Hutchinson, 2015) Publié en français sous le titre Les Coins obscurs, Paris, éditions des Deux Terres, 2017 ; rééd., LGF, coll. « Le Livre de poche » no 34849, 2018

#### Sous le pseudonyme de Barbara Vine
Note : Les éditeurs français de Ruth Rendell n'ont pas tenu compte du souhait de l'auteur de compartimenter son œuvre sous deux noms de plume distincts et ont publié tous les romans signés « Barbara Vine » sous le nom de Ruth Rendell, à deux exceptions près : Ravissements et Le Tapis du roi Salomon.
- A Dark-Adapted Eye (Londres, Viking, 1986) Publié en français sous le titre Véra va mourir, Paris, Calmann-Lévy, 1986 ; rééd., Paris, UGE, coll. « 10/18. Grands détectives » no 2381, 1993
- A Fatal Inversion (Londres, Viking, 1987) Publié en français sous le titre L'Été de Trapellune, Paris, Calmann-Lévy, 1988 ; rééd., Paris, LGF, coll. « Le Livre de poche » no 9780, 1994
- The House of Stairs (Londres, Viking, 1988) Publié en français sous le titre La Maison aux escaliers, Paris, Calmann-Lévy, 1989 ; rééd., Paris, LGF, coll. « Le Livre de poche » no 13622, 1994
- Gallowglass (Londres, Viking, 1990) Publié en français sous le titre Ravissements, Paris, Calmann-Lévy, 1991 ; rééd. sous le nom de Barbara Vine, Paris, LGF, coll. « Le Livre de poche » no 9727, 1993
- King Solomon's Carpet (Londres, Viking, 1991) Publié en français sous le titre Le Tapis du roi Salomon, Paris, Calmann-Lévy, 1992 ; rééd., Paris, LGF, coll. « Le Livre de poche » no 13567, 1994 ; rééd. sous le nom de Ruth Rendell et le titre Underground, éditions des Deux Terres, 2011
- Asta's Book[6] (Londres, Viking, 1993) Publié en français sous le titre Le Journal d'Asta, Paris, Calmann-Lévy, 1994 ; rééd., Paris, LGF, coll. « Le Livre de poche » no 13954, 1996
- No Night Is Too Long (Londres, Viking, 1994) Publié en français sous le titre Une mort obsédante, Paris, Calmann-Lévy, 1996 ; rééd., Paris, LGF, coll. « Le Livre de poche » no 14415, 1998
- The Brimstone Wedding (Londres, Viking, 1995) Publié en français sous le titre Noces de feu, Paris, Calmann-Lévy, 1997 ; rééd., Paris, LGF, coll. « Le Livre de poche » no 14665, 1999
- The Chimney-sweeper's Boy (Londres, Viking, 1998) Publié en français sous le titre Jeux de mains, Paris, Calmann-Lévy, coll. « Suspense », 1999 ; rééd., Paris, LGF, coll. « Le Livre de poche » no 18205, 2001
- Grasshopper (Londres, Viking, 2000) Publié en français sous le titre Danger de mort, Paris, Calmann-Lévy, coll. « Suspense », 2002 ; rééd., Paris, LGF, coll. « Le Livre de poche » no 18236, 2003
- The Blood Doctor (Londres, Viking, 2002) Publié en français sous le titre Crime par ascendant, Paris, Calmann-Lévy, coll. « Suspense », 2004 ; rééd., Paris, LGF, coll. « Le Livre de poche » no 35024, 2006
- The Minotaur (Londres, Viking, 2005) Publié en français sous le titre Deux doigts de mensonge, Paris, éditions des Deux Terres, 2008 ; rééd., Paris, LGF, coll. « Le Livre de poche » no 31224, 2009
- The Birthday Present (Londres, Viking, 2008) Publié en français sous le titre On ne peut pas tout avoir, Paris, éditions des Deux Terres, 2010 ; rééd., Paris, LGF, coll. « Le Livre de poche » no 32076, 2011
- The Child's Child (Londres, Viking, 2012)  Publié en français sous le titre Une vie si convenable, Paris, éditions des Deux Terres, 2015 ; rééd., Paris, LGF, coll. « Le Livre de poche » no 34081, 2016

### Nouvelles

#### Sous le nom de Ruth Rendell
- The Fallen Curtain and Other Stories (Londres, Hutchinson, 1976) Regroupe les nouvelles The Fallen Curtain (Le Voile noir), People Don't Do Such Things (Ces choses-là ne se font pas), A Bad Heart (Un cœur sensible), You Can't Be Too Careful (On n'est jamais trop prudent), The Double (Rencontre à Holland Park), The Venus Fly Trap (L'Attrape-mouches de Vénus)[7], The Clinging Woman (Une épouse vraiment parfaite), The Vinegar Mother (La Mère de Vinaigre), The Fall of a Coin (Jusqu'à ce que la mort nous sépare), Almost Human (La Bête humaine) et  Divided We Stand (L'Ami de Pauline).
Publié en français sous le titre Ces choses-là ne se font pas, Paris, Librairie des Champs-Élysées, Le Masque no 1582, 1979 ; rééd. sous le titre Volets clos, Calmann-Lévy, 1992, puis dans le volume 4 (Les Années 1976-1984) de l'intégrale Ruth Rendell[8], coll. Les Intégrales du Masque, Le Masque, 1997
- Means of Evil and Other Stories (Londres, Hutchinson, 1979) Regroupe les nouvelles suivantes mettant en scène l'inspecteur Wexford : Means of Evil (L'Affaire des coprins chevelus), Old Wives Tales (Pas de fumée sans feu), Ginger and the Kingsmarkham Chalk Circle (Le Cercle de craie de Kingsmarkham), Achilles Heel (Le Talon d'Achille) et When the Wedding Was Over (Après le mariage).
Publié en français sous le titre L'Inspecteur Wexford, Paris, Librairie des Champs-Élysées, Éditions Le Masque, coll. « Le Masque » no 1661, 1981
- The Fever Tree and Other Stories (Londres, Hutchinson, 1982) Regroupe les nouvelles The Fever Tree (L'Arbre à fièvre), The Dreadful Day of Judgement (L'Horrible Jour du Jugement dernier), A Glowing Future (Un brillant avenir), An Outside Interest (Un intérêt extérieur), A Case of Coincidence (Une étrange coïncidence), Thornapple (La Pomme épineuse), May and June (May et June), A Needle for the Devil (L'Aiguille du diable), Front Seat (Le Banc de devant), Paintbox Place (La Place en trompe-l'œil), The Wrong Category (Pas le genre qu'il faut).
Publié en français sous le titre L'Arbre à fièvre, Paris, Calmann-Lévy, 1991
- The New Girlfriend and Other Stories (Londres, Hutchinson, 1985) Regroupe les nouvelles The New Girlfriend (Une amie qui vous veut du bien), A Dark Blue Perfume (Un parfum bleu sombre), The Orchard Walls (Les Murs du verger), Hare's House (La Maison de Hare), Bribery and Corruption (Le Prix d'une promesse), The Whistler (Siffler en travaillant), The Convolvulus Clock (Volubilis), Loopy (Dingo), Fen Hall (id.), Father's Day (Au nom du père) et The Green Road to Quephanda (Le Chemin vert de Quephanda).
 Publié en français sous le titre Une amie qui vous veut du bien, Paris, Librairie des Champs-Élysées, coll. « Le Masque » no 1951, 1989
- The Copper Peacock and Other Stories (Londres, Hutchinson, 1991) Regroupe les nouvelles A Pair of Yellow Lillies (Les Deux Lys jaunes), Paperwork (Les Papiers), Mother's Help (Aide maternelle), Long Live the Queen (Vive la reine), Dying Happy (Mourir heureux), The Copper Peacock (Plume de sang), Weeds (Les Mauvaises Herbes), The Fish-Sitter (La Salamandre) et  une nouvelle de l'inspecteur-chef Wexford, An Unwanted Woman (L'Indésirable).
Publié en français sous le titre Plumes de sang, Paris, Calmann-Lévy, 1993
- Blood Lines and Other Stories (Londres, Hutchinson, 1995) Regroupe les nouvelles Blood Lines (nouvelle mettant en scène l'inspecteur Wexford), Lizzie's Lover’, Shreds and Slivers, Burning End, The Man Who Was The God Of Love, The Carer, Expectations, Clothes, Unacceptable Levels, In All Honesty et The Strawberry Tree[9].
Publié en français sous le titre En toute honnêteté, Paris, Calmann-Lévy, 1996
- Piranha to Scurfy (Londres, Hutchinson, 2000) Regroupe les nouvelles Piranha to Scurfy, Computer Seance, Fair Exchange, The Wink, Catamount, Walter's Leg, The Professional, The Beach Butler, The Astronomical Scarf, High Mysterious Union et Myth.
Publié en français sous le titre P comme Piranha et autres nouvelles, Paris, Calmann-Lévy, 2002
- Collected Short Stories, Vol. 1 (Londres, Hutchinson, 2006)  Inédit en France. Regroupe les recueils The Fallen Curtain and Other Stories (1976), Means of Evil and Other Stories (1979) et The Fever Tree and Other Stories (1982)
- Collected Short Stories, Vol. 2 (Londres, Hutchinson, 2008)  Inédit en France.

Note :  Un recueil de nouvelles publiées dans Ellery Queen's Mystery Magazine est disponible uniquement en France sous le titre Amour en sept lettres, Paris, Librairie des Champs-Élysées, coll. « Le Masque » no 2491, 2004. Il regroupe The Man Who Was the God of Love (Amour en sept lettres), The Mouse in the Corner (La Souris dans le coin), The Haunting of Shawley Rectory (Le Fantôme du presbytère de Shawley), A Spot of Folly (Un grain de folie), Born Victim (Victime-née) et The Long Corridor of Time (Le Jardin de Palomede Square).

#### Sous le nom de Barbara Vine
- In the Time of His Prosperity  (The Penguin Collection, 1996)

### Autres ouvrages
- Ruth Rendell's Suffolk (1989)
- Undermining the Central Line: Giving Government Back to the People (1989), pamphlet politique en collaboration avec Colin Ward
- The Reason Why: An Anthology of the Murderous Mind (1995)
- Mysterious Erotic Tales (Londres, Michael O'Mara Books, 1997) Recueil collectif de nouvelles écrites par Andy Harrison, Robert Bloch, Patricia Highsmith, Bram Stoker, Edgar Allan Poe, etc.
Publié en français sous le titre Mortel désir : Histoires de passions fatales, Paris, Le Pré-aux-Clercs, 2000

## Prix et distinctions

### Prix
- Edgar 1975 de la meilleure nouvelle pour The Fallen Curtain[11]
- Gold Dagger Award 1976 pour A Demon in My View[12]
- Prix Martin-Beck 1980 pour Make Death Love Me (en)[13]
- Arts Council National Book Award 1981 pour The Lake of Darkness
- Silver Dagger Award 1984 pour The Tree of Hands[12]
- Prix Edgar-Allan-Poe 1984 de la meilleure nouvelle pour The New Girlfriend[11]
- Gold Dagger Award 1986 pour Live Flesh[12]
- Edgar du meilleur roman 1987 pour A Dark-Adapted Eye[11]
- Gold Dagger Award 1987 pour A Fatal Inversion[12]
- Angel Award 1988 pour The House of Stairs
- Sunday Times Award 1990 pour l'ensemble de son œuvre[14]
- Gold Dagger 1991 pour King Solomon's Carpet[12]
- Prix Palle-Rosenkrantz 1994 pour The Crocodile Bird et King Solomon's Carpet
- Cartier Diamond Dagger 1991 pour l'ensemble de son œuvre[15]
- Grand Master Award 1997 décerné par les Mystery Writers of America[11]
- Mystery Ink Gumshoe Award 2004 pour l'ensemble de son œuvre

### Nominations
- Edgar du meilleur roman   1979 pour A Sleeping Life[11]
- Edgar du meilleur roman   1980 pour Make Death Love Me[11]
- Edgar du meilleur roman  1986 pour The Tree of Hands[11]
- Edgar du meilleur roman  1986 du meilleur roman pour An Unkindness of Ravens[11]

### Distinction
- Ordre de l'Empire britannique 1996

## Sources
: document utilisé comme source pour la rédaction de cet article.
- Jacques Baudou et Jean-Jacques Schleret, Le Vrai Visage du Masque, vol. 1, Paris, Futuropolis, 1984, 476 p. (OCLC 311506692), p. 357-360.
- Anne Martinetti, "Le Masque" : histoire d'une collection, Amiens, Encrage, coll. « Références » (no 3), 1997, 143 p. (ISBN 978-2-906389-82-3), p. 89-90.
- Claude Mesplède (dir.), Dictionnaire des littératures policières, vol. 2 : J - Z, Nantes, Joseph K, coll. « Temps noir », 2007, 1086 p. (ISBN 978-2-910686-45-1, OCLC 315873361), p. 639-640 (notice Ruth Rendell) et 1015 (notice Wexford).